# Memecylon eleagni
Memecylon eleagni là một loài thực vật thuộc họ Melastomataceae. Đây là loài đặc hữu của Seychelles.